# Scharnhorst (Schiff, 1939)
Die Scharnhorst war das erste nach dem Ersten Weltkrieg in Deutschland gebaute Schlachtschiff. Das Schiff wurde nach dem preußischen Generalleutnant und Militärreformer Gerhard von Scharnhorst (1755–1813) benannt.
Ursprünglich als Panzerschiff der Deutschland-Klasse geplant, wurde sie nach einer Umkonstruktion 1939 in Dienst gestellt und nahm während des Zweiten Weltkrieges an verschiedenen Operationen der deutschen Kriegsmarine teil, wobei sie mehrfach beschädigt wurde. Die Scharnhorst wurde am 26. Dezember 1943 im Nordmeer etwa 160 km nördlich des Nordkaps nach einem mehrstündigen Gefecht von britischen Seestreitkräften versenkt.
Die Scharnhorst war das Typschiff der nach ihr benannten Klasse von zwei Schiffen. Ihr Schwesterschiff war die Gneisenau. Ihr auffälligstes Merkmal war die für Schlachtschiffe schwache Hauptbewaffnung mit einem Kaliber von nur 28 cm. Die ursprünglich vorgesehene Aufrüstung auf 38-cm-Geschütze, die Hauptbewaffnung der Bismarck-Klasse, wurde nie durchgeführt.

## Geschichte

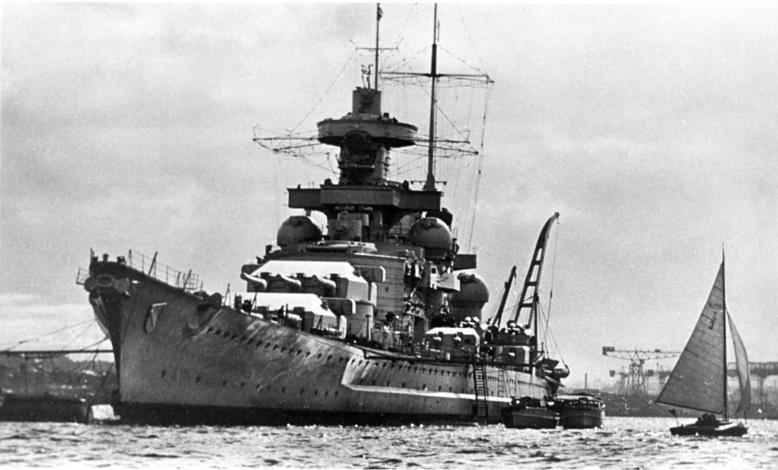
Die Scharnhorst etwa 1939/1940

Die Scharnhorst war das erste Schiff der deutschen Kriegsmarine, das von Anfang an deutlich über die Schranken des Versailler Vertrages hinausgehen sollte. Ursprünglich wurde sie als Panzerschiff mit einer Verdrängung von etwa 18.000 Tonnen auf Kiel gelegt. Als Reaktion auf den Bau der französischen Schlachtschiffe der Dunkerque-Klasse wurde der Bau im Juli 1934 abgebrochen und etwa ein Jahr später nach einem anderen Entwurf mit einer offiziellen Tonnage von 26.000 t neu begonnen. Diese Verdrängung wurde tatsächlich noch erheblich überschritten. Der neue Entwurf der Scharnhorst versah sie mit einem guten Panzerschutz, und ihre Hochdruck-Heißdampf-Turbinenanlage verlieh ihr überlegene Geschwindigkeit.
Hinsichtlich der Hauptartillerie wurde eine Ausstattung mit 38-cm-Zwillingstürmen erwogen, da sich diese jedoch noch in der Entwicklung befanden und die Indienststellung der Einheiten daher erheblich verzögert hätten, fiel die Entscheidung zugunsten der schon vorhandenen und erprobten 28-cm-Drillingstürme. Diese glichen jedoch nur auf den ersten Blick der Hauptbewaffnung der Deutschland-Klasse. Sowohl die Stärke der Turmpanzerungen als auch die Länge der Geschützrohre stellten an den Geschütztürmen eine Weiterentwicklung dar. Eine spätere Aufrüstung auf 38-cm-Kanonen in Zwillingstürmen wurde zwar konstruktiv vorbereitet und im Falle des einzigen Schwesterschiffes Gneisenau auch begonnen, aber nicht vollendet.
Im Laufe des Zweiten Weltkrieges wurde die Scharnhorst bei verschiedenen Unternehmungen eingesetzt, oft zusammen mit ihrem Schwesterschiff.

### Kriegsbeginn
Kurz nach Abschluss der Umbauten und der Erprobungen Ende August 1939 begann am 1. September 1939 mit dem Überfall Deutschlands auf Polen der Zweite Weltkrieg. Vom 21. bis 27. November 1939 unternahmen Gneisenau und Scharnhorst in der Nordsee ihre erste Feindfahrt. Die Schiffe liefen dabei aus, um britische Kriegsschiffe aus dem Atlantik in die Nordsee zu locken, was wiederum die im Atlantik gegen Handelsschiffe operierenden Panzerschiffe entlasten sollte. Nordwestlich der Färöer-Inseln versenkten Scharnhorst und Gneisenau am 23. November den Hilfskreuzer Rawalpindi. 21 Überlebende wurden von der Gneisenau geborgen, 6 weitere von der Scharnhorst, bevor man den Kreuzer Newcastle entdeckte, der die Notrufe der Rawalpindi aufgefangen hatte. Um ein mögliches Gefecht mit einer Gruppe schwerer britischer Schlachtschiffe der britischen Home Fleet zu vermeiden, brach Admiral Marschall die Operation ab und ließ die Schlachtschiffe zu ihrem Stützpunkt zurückkehren.

### Unternehmen „Nordmark“
„Nordmark“ war der Deckname für den Vorstoß der Schlachtschiffe Gneisenau und Scharnhorst, des Schweren Kreuzers Admiral Hipper und zweier Zerstörer ins Seegebiet zwischen Shetland und Norwegen vom 18. bis 20. Februar 1940. Das im beginnenden Kampf um die „Erzstraße“ aus Nordnorwegen von Flottenchef Admiral Marschall geführte, letztlich erfolglose Unternehmen Nordmark war gegen den Geleitzugverkehr im Gebiet zwischen Großbritannien und Skandinavien gerichtet. Lediglich die im Rahmen des Vorstoßes angesetzten U-Boote konnten zwölf Handelsschiffe mit 38.000 BRT und den britischen Zerstörer Daring versenken.

### Unternehmen „Weserübung“
Die Scharnhorst und die Gneisenau gehörten bei der Besetzung Norwegens im Rahmen des Unternehmens Weserübung zur Gruppe 1. Diese sollte in Narvik Truppen anlanden. Am 6. April 1940 übernahmen die Zerstörer der Gruppe in Bremerhaven Gebirgsjäger, die von Generalleutnant Eduard Dietl befehligt wurden. Am nächsten Tag liefen die beiden Schlachtschiffe zusammen mit den zehn Zerstörern Georg Thiele, Wolfgang Zenker, Bernd von Arnim, Erich Giese, Erich Koellner, Diether von Roeder, Hans Lüdemann, Hermann Künne, Wilhelm Heidkamp und Anton Schmitt aus. In der Deutschen Bucht traf man auf die Gruppe 2 (Admiral Hipper und vier Zerstörer). Bis Trondheim marschierten beide Gruppen gemeinsam nach Norden. Im Morgengrauen des 9. April liefen die Zerstörer, unter der Führung von Kommodore Friedrich Bonte, in Narvik ein und landeten ihre Truppen. Scharnhorst und Gneisenau übernahmen die Fernsicherung auf See und trafen hier auf den britischen Schlachtkreuzer Renown. Die Gneisenau bekam einen Volltreffer in den Vormars, der den vorderen Artillerieleitstand außer Gefecht setzte. Die deutschen Schiffe brachen den Kampf ab und kehrten nach Wilhelmshaven zurück.

### Unternehmen „Juno“

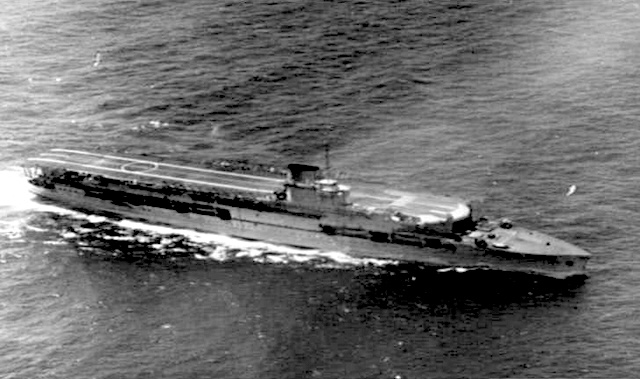
Flugzeugträger Glorious

Am 4. Juni 1940 waren die Schlachtschiffe Scharnhorst und Gneisenau sowie der Schwere Kreuzer Admiral Hipper und die Zerstörer Hans Lody, Hermann Schoemann, Erich Steinbrinck und Karl Galster im Rahmen des Unternehmens Juno aus Kiel ausgelaufen. Ziel war die Entlastung der deutschen Truppen in Narvik. Hierzu sollte der von Admiral Wilhelm Marschall befehligte Verband den britischen Nachschub unterbinden und den bereits beginnenden Rückzug der Briten abfangen. Am 7. Juni erfuhr die deutsche Seekriegsleitung, dass ein britischer Konvoi mit 10.000 Mann aus dem Raum Narvik im Rahmen der Evakuierung in Richtung England ausgelaufen sei. Marschall beschloss, diesen aus sieben Transportschiffen bestehenden Verband abzufangen. Am Nachmittag des nächsten Tages befanden sich die deutschen Schiffe etwa auf der Höhe von Harstad, als überraschend der Flugzeugträger Glorious mit seinen beiden sichernden Zerstörern Ardent und Acasta gesichtet wurde. Da der Flugzeugträger zusätzlich von norwegischen Landbasen evakuierte Flugzeuge an Bord hatte und diese den Start eigener Trägerflugzeuge behinderten, konnte kein Torpedoflugzeug kurzfristig gegen die deutsche Kampfgruppe in die Luft gebracht werden. Gegen halb fünf deutscher Zeit eröffnete die Scharnhorst das Feuer und konnte schon kurz darauf den ersten Treffer auf die Glorious setzen. Mit der dritten Salve konnte ein Treffer aus einer Entfernung von 24 km erzielt werden, was als die größte Treffer-Entfernung auf ein fahrendes Schiff im gesamten Zweiten Weltkrieg gilt. Nach mehreren Treffern ging der vordere Hangar in Flammen auf, woraufhin das Schiff von der Besatzung aufgegeben wurde. Die beiden Begleitzerstörer wurden ebenfalls versenkt, jedoch konnte die schon im Sinken begriffene Acasta einen Torpedofächer abfeuern, von dem ein Torpedo die Scharnhorst unterhalb des achteren Drillingsturms traf und 48 Tote forderte. Das durch den Torpedotreffer gerissene Leck war zwölf Meter lang und vier Meter hoch. Wegen der Schäden brach Admiral Marschall die Unternehmung ab, wodurch der noch unentdeckte und nur 100 Seemeilen nördlich stehende britische Truppenkonvoi entkommen konnte. Die deutschen Schiffe liefen am nächsten Tag in Trondheim ein, wo dann im nahen Lofjord die notwendigen Reparaturen mit Hilfe des Werkstattschiffs Huascaran und des Bergungsschiffs Parat durchgeführt wurden.

### Unternehmen „Berlin“
Zusammen mit ihrem Schwesterschiff Gneisenau lief die Scharnhorst am 22. Januar 1941 aus Kiel zum Unternehmen Berlin aus. Den Verband führte der Flottenchef, Vizeadmiral Günther Lütjens. Ein Durchbruch durch die Passagen bei den Färöerinseln scheiterte, und die deutschen Schiffe zogen sich nach Osten zurück. Nach einer Ölübernahme versuchte man ein paar Tage später, durch die Dänemarkstraße in den Atlantik zu gelangen. Diesmal gelang es, und der Verband begann auf den alliierten Konvoirouten zu kreuzen. Die Scharnhorst konnte in den nächsten Wochen acht Schiffe mit ca. 50.000 BRT versenken. Geleitzüge, die durch britische Schlachtschiffe gesichert waren, wie der gesichtete HX 106, wurden befehlsgemäß gemieden. Am 22. März 1941 liefen beide Schiffe in Brest ein.

### Unternehmen „Cerberus“
Vom 11. bis zum 13. Februar 1942 durchquerten die Scharnhorst, die Gneisenau und der Schwere Kreuzer Prinz Eugen den Ärmelkanal. Bei diesem Unternehmen lief die Scharnhorst zweimal auf Seeminen. Die erste detonierte vor der Mündung der Schelde, was zu einem vorübergehenden Totalausfall der Maschinen führte, wodurch die Scharnhorst für einige Zeit antriebslos liegen blieb. Jedoch war dies von den Briten nicht beobachtet worden, so dass kein Angriff stattfand. Eine erneute Minendetonation erfolgte vor Terschelling, ohne weitere Schäden anzurichten. Die Scharnhorst ging nach Wilhelmshaven in die Werft und fiel für die nächsten acht Monate aus.
Im März 1943 verlegte Scharnhorst mit Tirpitz nach Narvik (Unternehmen „Paderborn“). Am 4. April 1943 kam es unter Deck in Abteilung III zu einer Explosion in einem der Lagerräume der Scharnhorst. 17 Seeleute wurden getötet, die Ursache wurde nie ermittelt. Man vermutete einen Sabotageakt beim Aufenthalt in Gotenhafen.

### Unternehmen „Sizilien“
Am 6. September 1943 bereitete sich im Altafjord am Nordkap in Norwegen eine aus den Schlachtschiffen Tirpitz und Scharnhorst sowie neun Zerstörern bestehende deutsche Kampfgruppe darauf vor, alliierte Stützpunkte auf Spitzbergen anzugreifen. Zwei Tage später, etwa um 7.00 Uhr morgens, erreichte die Kampfgruppe den Grönfjord und die Adventsbucht. Ein Bataillon des Grenadierregiments 349 landete auf Spitzbergen, um Funk- und Wetterstationen sowie das örtliche Kohlebergwerk zu sprengen. Durch die schweren Schiffsgeschütze der Tirpitz und der Scharnhorst wurden die Bergwerksiedlungen in Barentsburg und in Longyearbyen beschossen. Das Unternehmen wurde ohne große Verluste abgeschlossen. Die alliierten Stützpunkte wurden dabei zerstört.

### Unternehmen „Ostfront“
Nachdem Erich Raeder im Januar 1943 nach der gescheiterten Operation „Regenbogen“ als Oberbefehlshaber der Marine zurückgetreten und durch Karl Dönitz ersetzt worden war, standen die schweren Überwassereinheiten zur Disposition. Aber auch für den auf die U-Boot-Waffe fixierten Dönitz stellte die projektierte Außerdienststellung der schweren Schiffe eine Selbstaufgabe der Marine dar. Er ließ sich von der Seekriegsleitung und dem Flottenchef Otto Schniewind überzeugen, dass eine Kampfgruppe im Nordmeer, bestehend aus den noch verfügbaren Schlachtschiffen „Tirpitz“ und „Scharnhorst“, auch die alliierten Nordmeergeleitzüge bekämpfen könnte. In einem Lagevortrag am 26. Februar 1943 gelang es Dönitz nicht nur, Hitler davon zu überzeugen, den Außerdienststellungsbefehl auszusetzen. Er prognostizierte auch, dass die schweren Einheiten durch die Bekämpfung der alliierten Hilfslieferungen an die Sowjetunion das Heer an der Ostfront entlasten könne. Der Historiker Michael Salewski spricht von einer „Art Wette“ zwischen Dönitz und Hitler, bei der die großen Schiffe das Riesenspielzeug gewesen seien, und der Einsatz das Prestige der Marine. Der Historiker Werner Rahn konstatiert, dass sich Dönitz damit auf einen Einsatz der Schiffe festgelegt habe. Jede weitere Unternehmung der Überwassereinheiten habe die Existenzberechtigung der schweren Einheiten nachweisen müssen. Unter dem psychologischen Druck von Hitlers abfälligen Äußerungen über angeblich mangelnden Einsatzwillen habe die Seekriegsleitung bereits im März 1943 den Kampfauftrag über den Auftrag der Abwehr gestellt.
Die Alliierten nahmen die Nordmeergeleitzüge nach Murmansk erst im November 1943 wieder auf. Nachdem zwei Konvois unbehelligt Murmansk erreicht hatten, versprach Dönitz Hitler am 20. Dezember, dass die Scharnhorst den nächsten gemeldeten Geleitzug angreifen werde. Als am 22. Dezember der Geleitzug JW 55B gesichtet wurde, erhielt Konteradmiral Erich Bey als Kommandant der Kampfgruppe den Angriffsbefehl. Alle Kommandoinstanzen sahen den Befehl zum Auslaufen am 25. Dezember 1943 kritisch. Ein Einsatz im Nordmeer zu dieser Jahreszeit widersprach jeder operativen Vernunft. Die Richtlinien der Seekriegsleitung hatten ein Auslaufen lediglich im Sommer vorgesehen, bis eine neue Weisung Dönitz‘ vom 20. November den Einsatz der Scharnhorst auch im Polarwinter ermöglichte. Anfang Dezember glaubte die Seekriegsleitung – in Verkennung der Schwäche der eigenen Ortungstechnik – ein Einsatz der Scharnhorst sei auch während der dunklen Monate zweckmäßig. Konteradmiral Bey sah dies kritischer, da er Schwächen in der Luftaufklärung sah. Die an der Planung beteiligten Führungsstäbe wussten, dass die im Nordmeer vorherrschenden schlechten Sichtverhältnisse den Einsatz der Artillerie mit ihren optischen Feuerleitgeräten nur auf wenige Stunden am Tag beschränken würden. Unterstützt wurde die Scharnhorst von der Kampfgruppe 1, bestehend aus den Zerstörern Z 29, Z 30, Z 33, Z 34 und Z 38.
Schon auf See erhielt Bey einen Funkspruch von Dönitz, der Bey durch seine Diktion und den indirekten Bezug auf das gescheiterte Unternehmen Regenbogen in seiner Entscheidungsfreiheit nach Ansicht Werner Rahns erheblich einschränken sollte: „Feind will durch wichtigen Geleitzug mit Nahrung und Waffen für Russen heldenmütigen Kampf unseres Ostheeres weiter erschweren. Wir müssen helfen […] Taktische Lagen geschickt und wagemutig ausnützen. Gefecht nicht mit halbem Erfolg beenden. Angepackte Lagen durchschlagen.“ Erst an vierter Stelle, so Rahn, sei der Hinweis gekommen, Bey könne das Unternehmen nach eigenem Ermessen abbrechen, grundsätzlich jedoch „bei Auftreten schwerer Streitkräfte“. Dönitz schloss mit: „Ich glaube an Euren Angriffsgeist. Heil und Sieg.“ Als sich im Verlauf des 25. Dezember die Wetterlage weiter verschlechterte, sodass der Einsatz der Zerstörer ausgeschlossen schien, beantragte Schniewind den Abbruch der Unternehmung oder eine Durchführung nur durch die Scharnhorst. Dönitz genehmigte allein die Entlassung der Zerstörer. Die Seekriegsleitung vermutete irrtümlich, dass die Wetterlage auch die gegnerischen Verbände behindern würde. Dabei wiesen Ergebnisse der Funk- und Luftaufklärung auch auf eine mögliche schwere Sicherungsgruppe der Royal Navy hin.

#### Chronologie des Gefechtes

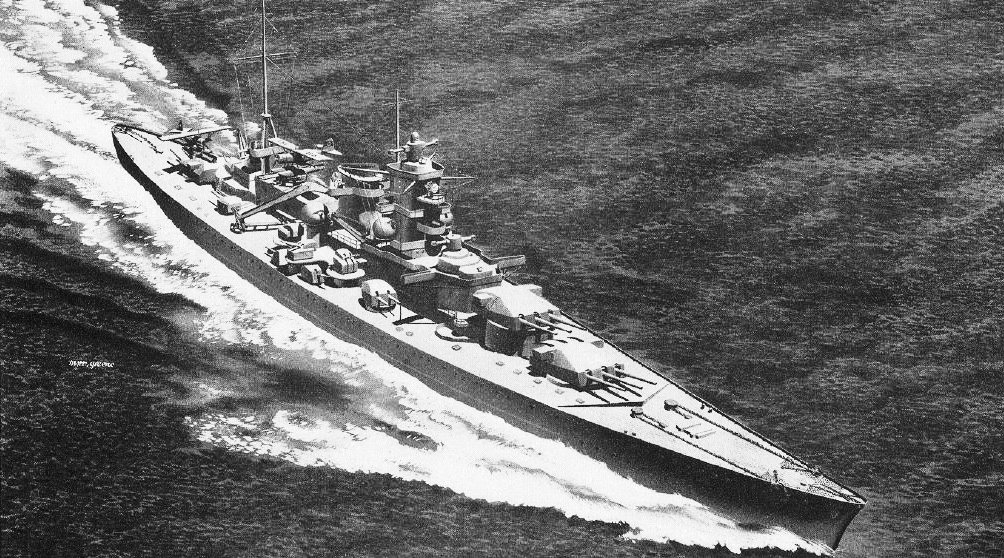
Zeichnung der Scharnhorst

Die Scharnhorst wurde am 26. Dezember 1943 im Nordmeer, ca. 160 km nördlich vom Nordkap von zwei britischen Kampfgruppen, bestehend aus einem Schlachtschiff, drei Leichten und einem Schweren Kreuzer und mindestens acht Zerstörern, unter der Führung des Schlachtschiffs Duke of York versenkt.
Bey hatte am frühen Morgen des 26. Dezember seine fünf Zerstörer in einem Suchstreifen zehn Seemeilen vorgeschoben, um den Konvoi zu erfassen. Doch liefen die Zerstörer südlich am Konvoi vorbei. Gegen 9.20 Uhr stieß die Scharnhorst auf die britische Kreuzergruppe und wich nach kurzem Gefecht mit hoher Fahrt nach Südosten aus, wodurch sie von ihrer Zerstörergruppe getrennt wurde. Durch einen Treffer im Vormars hatte die Scharnhorst ihr vorderes Funkmessgerät verloren. Dadurch war sie bei den schlechten Sichtverhältnissen im vorderen Sektor praktisch blind. Nachdem ein U-Boot den Geleitzug unmittelbar südlich der Bären-Insel gemeldet hatte, versuchte Bey das Ziel von Osten her erneut anzusteuern und lief für zwei Stunden nach Norden. Dabei wurde die Scharnhorst gegen Mittag auf eine Entfernung von 27,9 km von britischen Kreuzern geortet, die sich zum gefährdeten Konvoi begeben hatten. Auf eine Entfernung von 9,6 km eröffneten die Kreuzer für die Scharnhorst völlig überraschend das Feuer. Bey brach das Gefecht ab und versuchte mit hoher Fahrt, südöstlich zu entkommen.
Von Westen war mittlerweile die britische Deckungsgruppe mit der Duke of York auf Abfangkurs gegangen und konnte die Scharnhorst wiederum überraschend unter Feuer nehmen. Kurz konnte die Scharnhorst noch einmal mit hoher Fahrt ablaufen, aber die Kreuzer hielten Fühlung und die Zerstörer kamen bis auf Torpedoschussentfernung heran. Nach mehreren Torpedotreffern verlor die Scharnhorst ihren Geschwindigkeitsvorteil und wurde von der Duke of York unter ihr mit Radar geleitetes Feuer genommen. Bey konstatierte in seinen letzten Funksprüchen die große technische Überlegenheit des Gegners und versprach Hitler einen Kampf bis zur letzten Granate. Welches Schiff den Treffer erzielte, der letztlich zum Geschwindigkeitsverlust der Scharnhorst führte, lässt sich nicht mit Sicherheit sagen. Möglicherweise war es auch ein Treffer der Duke of York. Artilleriegranaten der Scharnhorst schlugen um die Duke of York herum ein, ohne Schaden anzurichten. Zwischen 17.40 Uhr und 18.20 Uhr fochten die Duke of York und die Scharnhorst ein Artillerieduell aus. Dann schwiegen die Geschütze der Scharnhorst und sie verlor noch mehr an Fahrt. Nach Torpedotreffern britischer Zerstörer nahmen die Duke of York und die Jamaica die Scharnhorst wieder unter Feuer und konnten wiederholte Treffer und Explosionen beobachten. Gegen 19.30 Uhr feuerten die britischen Kreuzer Torpedos von beiden Seiten auf die Scharnhorst, die vermutlich gegen 19.45 Uhr sank.
Um 20.30 Uhr wurde die Versenkung vom britischen Admiral Fraser offiziell bestätigt.

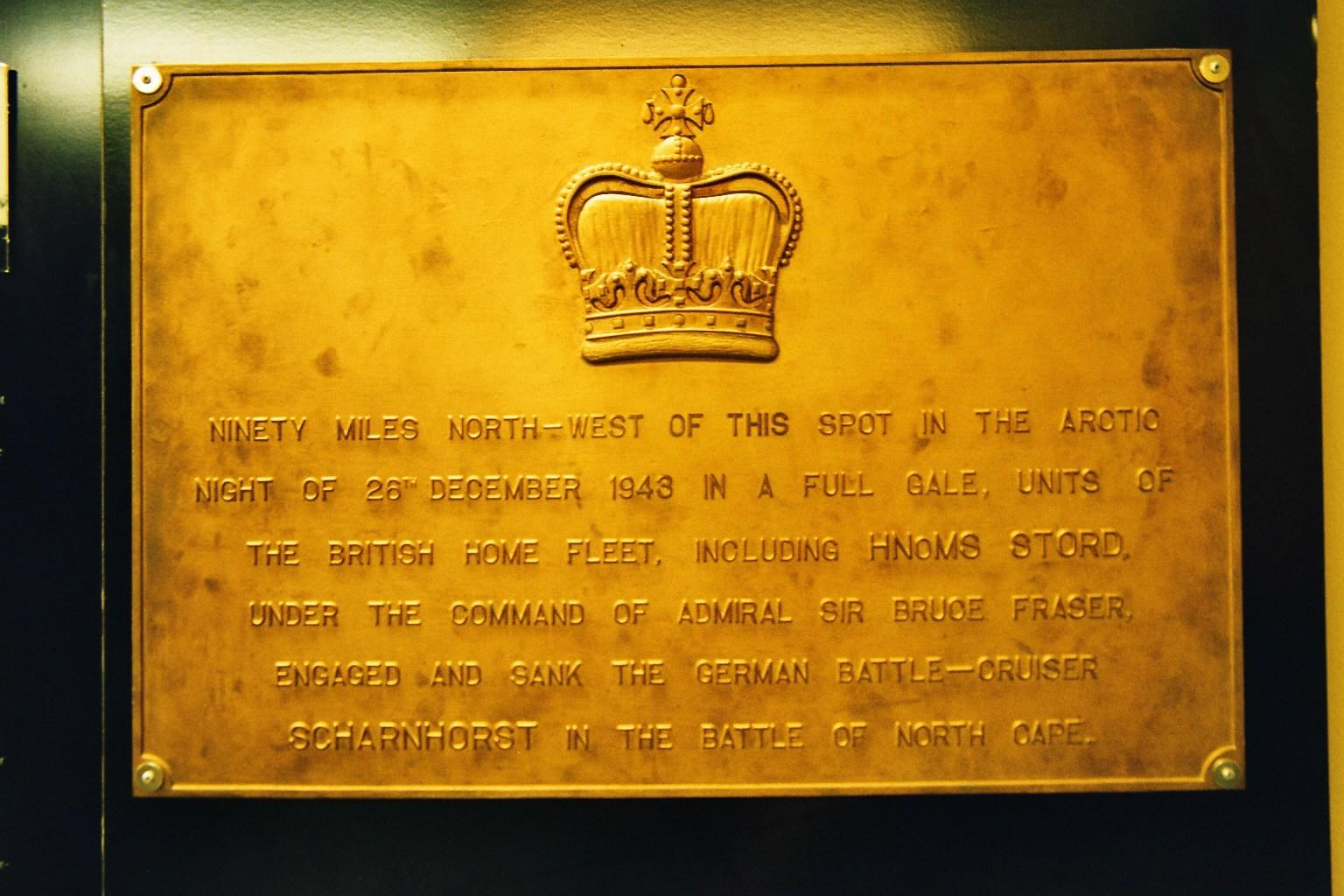
Gedenktafel im Nordkap-Zentrum

Die Scharnhorst erhielt im Gefecht neben zahlreichen schweren (mindestens 13 vom Kaliber 35,6 cm) und mittleren Granattreffern mindestens 14 Torpedotreffer, bevor sie auf der Position 72° 16′ N, 28° 41′ O unterging. Insgesamt wurden über 50 Torpedos und weit mehr als 2000 Granaten verschiedenen Kalibers auf die Scharnhorst abgefeuert. Nur 36 Mann der Besatzung wurden gerettet (30 durch die HMS Scorpion und sechs durch die HMS Matchless), der Rest der 1968 Mann starken Besatzung fand den Tod, darunter der Kommandant, Kapitän Fritz Hintze, der Kampfgruppenbefehlshaber Erich Bey sowie sämtliche Offiziere. Die Arbeiten zur Rettung der im Wasser schwimmenden Überlebenden wurden wegen der Befürchtung, deutsche U-Boote befänden sich in der Nähe, abgebrochen. Überlebende berichteten, ihre auf Flößen treibenden Kameraden hätten noch das Lied Auf einem Seemannsgrab, da blühen keine Rosen gesungen.

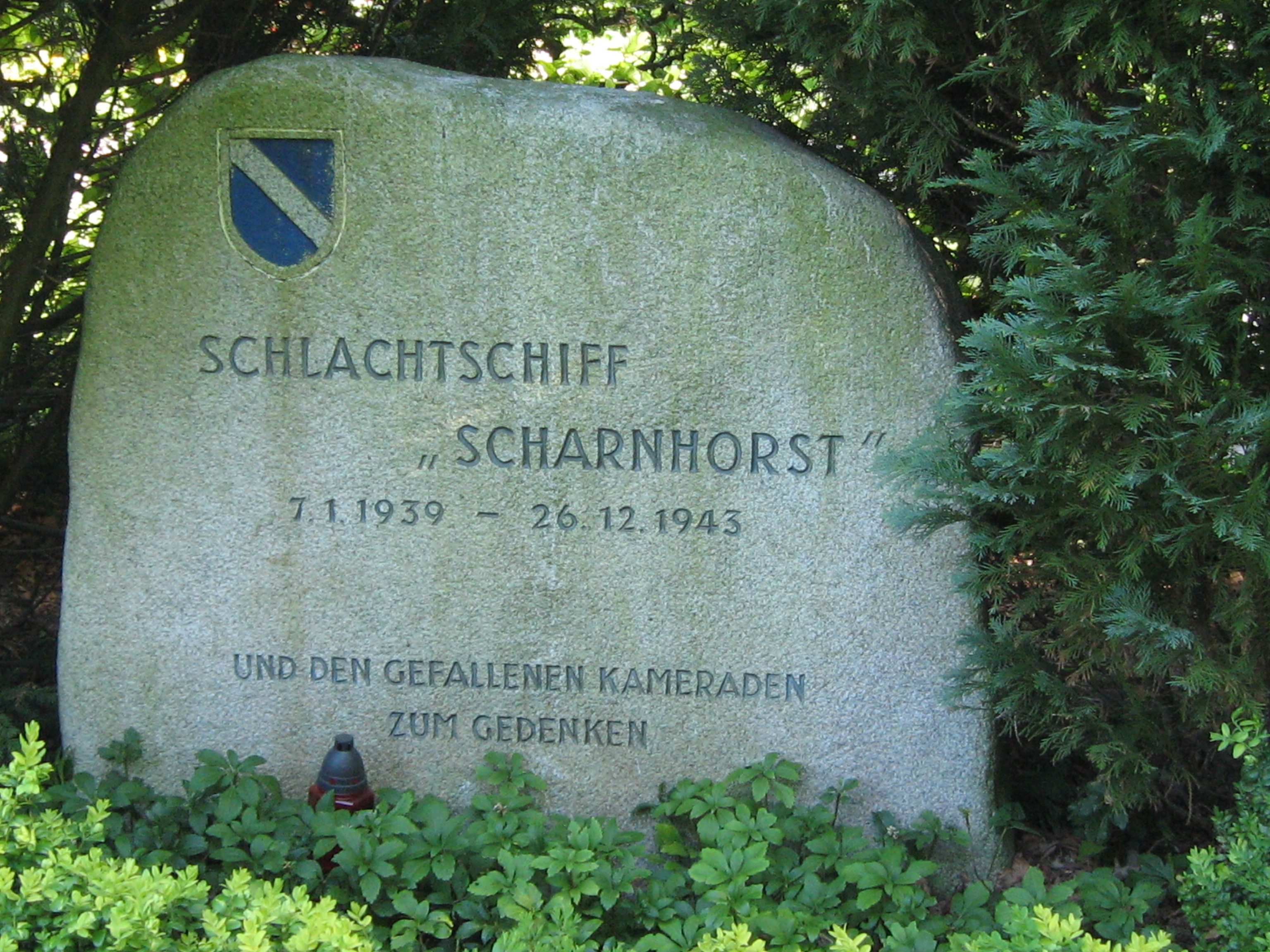
Gedenkstein für die Gefallenen der Scharnhorst auf dem Ehrenfriedhof in Wilhelmshaven

In der Nordkaphalle in Norwegen wird dieses Gefecht anhand von Schautafeln dargestellt.

#### Kapitulationsverweigerung
Die Weigerung Konteradmiral Beys, sich trotz aussichtsloser Lage zu ergeben und damit womöglich die Besatzung der Scharnhorst zu retten, ordnet der Historiker Holger Afflerbach in die Tradition der maritimen Kapitulationsverweigerung ein, die zunächst den rationalen Grund hatte, das Schiff nicht in die Hände des Feinde fallen zu lassen, aber auch aus dem Ehrbegriff des Kommandanten und dem Kult der Flagge herrührte. Der vorwiegend von der Royal Navy geprägte Ehrenkodex wurde beibehalten, auch als sich der Seekrieg ab Mitte des 19. Jahrhunderts zu Artillerieduellen zwischen gepanzerten Schiffen entwickelte, bei dem Besatzungen kaum eine Chance hatten, vom sinkenden Schiff zu entkommen, wenn der Kampf zu spät beendet wurde. Vorbildlich galt in der deutschen Admiralität das Verhalten des Admirals Maximilian von Spee, der am 8. Dezember 1914 lieber das Seegefecht bei den Falklandinseln aufnahm, als vor dem überlegenen Gegner die Flagge zu streichen. Die selbstmörderische Ehrtradtion hatte im Flottenbefehl vom 24. Oktober 1918 Ausdruck gefunden. Nachdem Kapitän Hans Langsdorff die Admiral Graf Spee selbst versenkt hatte, gab Erich Raeder am 22. Dezember 1939 die Weisung: „Das deutsche Kriegsschiff kämpft unter vollem Einsatz seiner Besatzung bis zur letzten Granate, bis es siegt oder mit wehender Fahne untergeht.“ Mit dieser „amtlichen und verbindlichen Selbstmordanweisung war,“ so Afflerbach, „für den gesamten weiteren Verlauf des Zweiten Weltkriegs, das Schicksal der deutschen Kriegsschiffe vorgezeichnet.“
Die Kapitulationsverweigerung gab es auch in anderen Marinen, wie das Verhalten des britischen Hilfskreuzers Rawalpindi, des Flugzeugträgers Glorious und seiner Begleitzerstörer gegenüber der Scharnhorst zeigt. Dass der Unterlegene nicht kapitulieren würde, wurde als gegeben angesehen. Auch die Mannschaften akzeptierten das sinnlose Opfer. Dementsprechend rief die Haltung der deutschen Seeleute, trotz aussichtsloser Situation bis zum Letzten weiterzukämpfen, auch unter ihren britischen Gegnern Bewunderung hervor. Der gerettete Oberbootsmannsmaat Willi Goedde berichtete später, dass nach Auskunft eines britischen Offiziers der Befehlshaber Bruce Fraser nach dem Gefecht gegenüber seinen Offizieren geäußert habe: „Meine Herren! Der Kampf gegen die Scharnhorst ist für uns siegreich beendet. Ich hoffe, daß, wenn Sie einmal in die Lage kommen sollten, ein großes Schiff in einem Kampf gegen vielfache Übermacht zu führen, daß Sie dann, meine Herren, Ihr Schiff ebenso tapfer führen, daß Sie in einer solch verzweifelten Lage wie die Scharnhorst ebensolche Manöver fahren wie die deutsche Schiffsführung und sich mit Ihrer Besatzung ebenso tapfer schlagen.“

## Entdeckung des Wracks
Im September 2000 wurde das Wrack der Scharnhorst vom norwegischen Journalisten Alf R. Jacobsen nach langer Recherche, die die Einsichtnahme in britische, deutsche und norwegische Militärarchive und Interviews mit Überlebenden und Hinterbliebenen einschloss, in ca. 300 m Wassertiefe gefunden. Das Wrack wurde von Argus-Robotern der norwegischen Marine untersucht und gefilmt. Im norwegischen Fernsehen lief ein Bericht über das deutsche Schlachtschiff. Jacobsen berichtet in seinem Buch (siehe Literatur) ausführlich über die Suche und Entdeckung des Wracks.

## Erinnerung

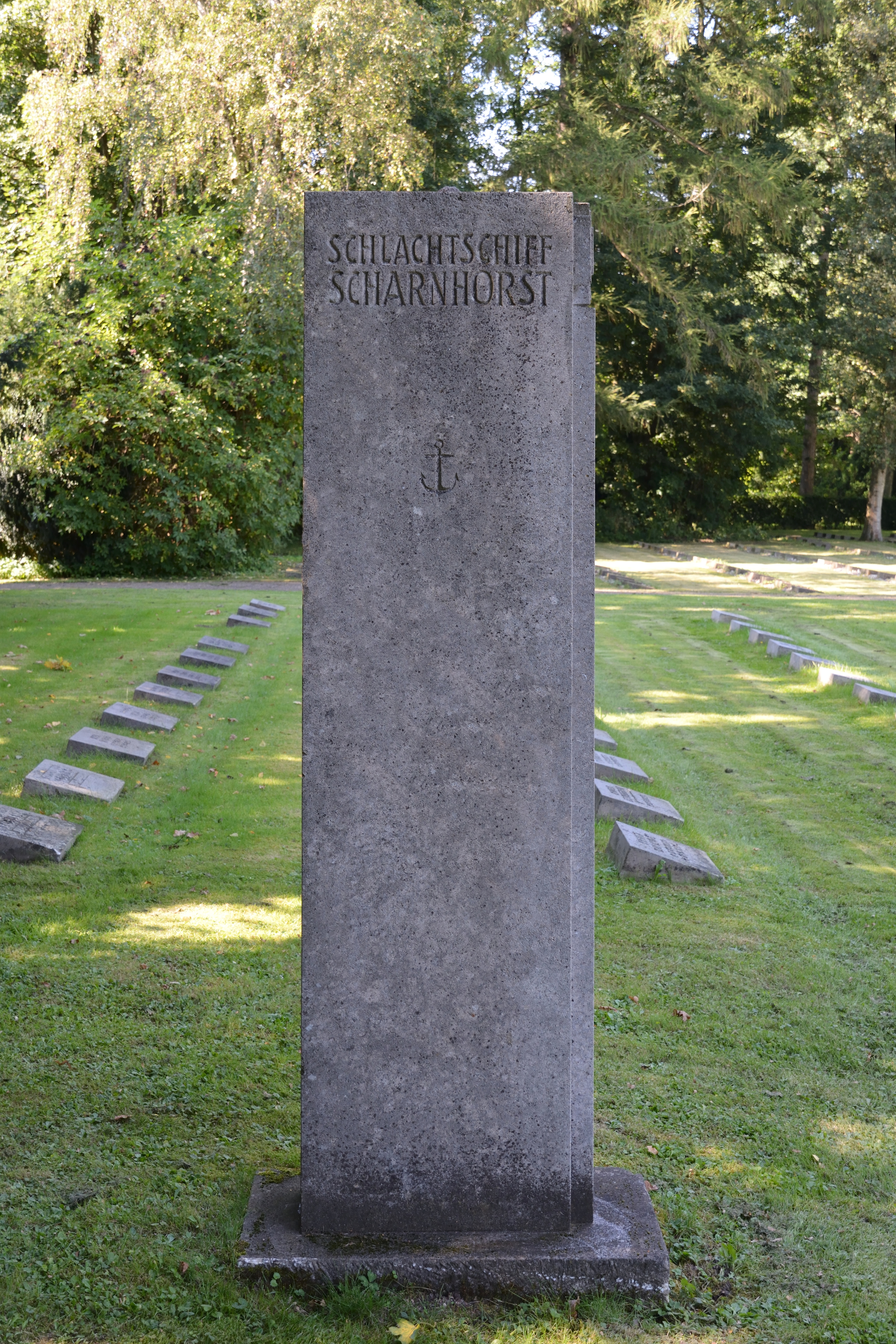
Stele auf dem Nordfriedhof Kiel

Auf dem Nordfriedhof Kiel erinnert ein Gedenkstein an das Schlachtschiff „Scharnhorst“.

## Kommandanten
| 7. Januar bis Oktober 1939    | Kapitän zur See Otto Ciliax          |
| Oktober 1939 bis März 1942    | Kapitän zur See Kurt Caesar Hoffmann |
| April 1942 bis Oktober 1943   | Kapitän zur See Friedrich Hüffmeier  |
| Oktober bis 26. Dezember 1943 | Kapitän zur See Fritz Hintze         |

## Bekannte Besatzungsangehörige
- Ansgar Bethge (1924–2008), war von 1980 bis 1985 als Vizeadmiral sechster Inspekteur der Marine
- Horst Geffers (1925–2015), war von 1977 bis 1985 als Konteradmiral der Bundesmarine der Bundeswehr-Amtschef des Marineamtes
- Horst von Schroeter (1919–2006), war von 1976 bis 1979 als Vizeadmiral Befehlshaber der Alliierten Seestreitkräfte der Ostseezugänge (COMNAVBALTAP)